# Dorceus
Dorceus là một chi nhện trong họ Eresidae.